# Ratusz w Górze Kalwarii
Ratusz w Górze Kalwarii – zabytkowa siedziba władz miejskich i Urzędu Stanu Cywilnego znajdująca się na dawnym rynku, zamienionym obecnie na skwer.
Jest to budowla klasycystyczna wzniesiona w latach 1829-1834 według projektu architekta Bonifacego Witkowskiego oraz Henryka Marconiego. W czasie II wojny światowej została mocno uszkodzona. W latach 1950–1951 budynek został odbudowany. Kolejny remont przeprowadzono w latach 90. XX wieku.
Budynek złożony jest z trzech części. Centralna jest piętrowa, murowana. Została wzniesiona na planie kwadratu. Charakteryzuje się ryzalitem zakończonym trójkątnym szczytem z herbem Góry Kalwarii. Na osi ryzalitu jest umieszczone wejście do ratusza. Nad wejściem znajduje się balkon. Dach budynku jest blaszany i dwuspadowy.